# Condado de Delaware (Ohio)
O Condado de Delaware é um dos 88 condados do estado americano de Ohio. A sede do condado é Delaware, e sua maior cidade é Delaware. O condado possui uma área de 1 181 km² (dos quais 35 km² estão cobertos por água), uma população de 142 503 habitantes, e uma densidade populacional de 37 hab/km² (segundo o censo nacional de 2000). O condado foi fundado em 1808.